# 1804
| [ Edytuj tabelę ]              | |
| Emir Afganistanu               | - 1803 Szudża Szah Durrani 1809 |
| Współksiążęta Andory           | - 1797 Francesc Antoni de la Dueña y Cisneros 1812                                                                                      |
| Arcyksiążę Austrii             | - 1792 Franciszek II Habsburg 1804 |
| Cesarz Austrii                 | - 1804 Franciszek II Habsburg 1835 |
| Elektor Bawarii                | - 1799 Maksymilian IV Józef 1805 |
| Sułtan Brunei                  | - 1796 Muhammad Tajuddin 1807 |
| Cesarz Chin                    | - 1796 Jiaqing 1820 |
| Król Czech                     | - 1792 Franciszek II Habsburg 1835 |
| Król Danii                     | - 1766 Chrystian VII 1808 |
| Dalajlama                      | - 1758 Jamphel Gjaco 1804 |
| Cesarz Francuzów               | - 1804 Napoleon Bonaparte 1814 |
| Cesarz Haiti                   | - 1804 Jakub I Dessalines 1806 |
| Król Hiszpanii                 | - 1788 Karol IV 1808 |
| Szach Iranu                    | - 1797 Fath Ali Szah 1834 |
| Państwo Wielkich Mogołów       | - 1759 Shah Alam II 1806 |
| Król Irlandii                  | - 1760 Jerzy III Hanowerski 1820 |
| Cesarz Japonii                 | - 1779 Kōkaku 1817 |
| Kalif                          | - 1789 Selim III 1807 |
| Patriarcha Konstantynopola     | - 1801 Kallinik IV 1806 |
| Władca Korei                   | - 1800 Sunjo 1834 |
| Emir Kuwejtu                   | - 1762 Abd Allah I 1814 |
| Książę Liechtensteinu          | - 1781 Alojzy I 1805 |
| Sułtan Maroka                  | - 1792 Maulaj Sulajman 1822 |
| Król Nepalu                    | - 1799 Girvan Yudha 1816 |
| Premier Nepalu                 | - 1799 Damodar Pande 1804 - 1804 Rana Bahadur Shah (p.o.) 1806                                                                          |
| Król Norwegii                  | - 1784 Fryderyk VI 1814 |
| Sułtan Omanu                   | - 1792 Sultan ibn Ahmad 1804 - 1804 Salim ibn Sultan 1807                                                                               |
| Papież                         | - 1800 Pius VII 1823 |
| Król Portugalii                | - 1777 Maria I 1816 |
| Król Prus                      | - 1797 Fryderyk Wilhelm III 1840 |
| Car Rosji                      | - 1801 Aleksander I 1825 |
| Cesarz Rzymski (niemiecki)     | - 1792 Franciszek II Habsburg 1806 |
| Kapitanowie Regenci San Marino | - 1803 Antonio Onofri Marino Francesconi 1804 - 1804 Marino Belluzzi Matteo Martelli 1804 - 1804 Francesco Giannini Giuseppe Righi 1805 |
| Elektor Saksonii               | - 1763 Fryderyk August III 1806 |
| Król Sardynii                  | - 1802 Wiktor Emanuel I 1821 |
| Król Szwecji                   | - 1792 Gustaw IV Adolf 1809 |
| Król Tajlandii                 | - 1782 Buddha Yodfa Chulalok 1809 |
| Sułtan Turków                  | - 1789 Selim III 1807 |
| Prezydent USA                  | - 1801 Thomas Jefferson 1809 |
| Król Węgier                    | - 1792 Franciszek 1835 |
| Monarcha Wielkiej Brytanii     | - 1760 Jerzy III 1820 |
| Premier Wielkiej Brytanii      | - 1801 Henry Addington 1804 - 1804 William Pitt Młodszy 1806                                                                            |
| Cesarz Wietnamu                | - 1802 Gia Long 1820 |

Rok 1804 / MDCCCIV
stulecia: XVIII wiek ~
XIX wiek ~
XX wiek

dziesięciolecia:
1770–1779 •
1780–1789 •
1790–1799 •
1800–1809
• 1810–1819
• 1820–1829
• 1830–1839

lata: 1794 «
1799 «
1800 «
1801 «
1802 «
1803 «
1804
» 1805
» 1806
» 1807
» 1808
» 1809
» 1814

## Wydarzenia w Polsce
- 11 lutego – obrączkowe zaćmienie Słońca.
- 5 sierpnia – pożar Nidzicy.
- Powstała jedna z najstarszych firm w branży budowy maszyn w Polsce – Zakłady Budowy Maszyn i Aparatury im. Ludwika Zieleniewskiego.
- Stanisław Staszic, w ramach badań geologicznych, zdobył w Tatrach Kołowy Szczyt (2418 m n.p.m.).
- Wielka powódź w Żaganiu.

## Wydarzenia na świecie
- 1 stycznia – Haiti (San Domingo) ogłosiło niepodległość.
- 15 stycznia – Rosjanie zdobywają Gandżę należącą wówczas do Persji.
- 29 stycznia – został założony Charkowski Uniwersytet Narodowy im. Wasyla Karazina (jako Cesarski Uniwersytet Charkowski).
- 14 lutego – wybuchło w Serbii pierwsze powstanie antytureckie pod wodzą Jerzego Czarnego.
- 16 lutego – I wojna berberyjska: oddział amerykański pod wodzą porucznika Stephena Decatura dokonał rajdu na port w Trypolisie, gdzie wobec niemożności odzyskania uprowadzonego przez piratów okrętu USS „Philadelphia”, wysadził go w powietrze.
- 21 lutego – rozpoczęto eksploatację pierwszej na świecie lokomotywy parowej (Abercynon, pd. Walia).
- 5 marca – w dzień po wybuchu szybko stłumionego buntu więźniów irlandzkich, znanego jako rebelia w Castle Hill, gubernator Nowej Południowej Walii Philip Gidley King wprowadził stan wojenny na obszarze miasta Sydney.
- 10 marca – w Saint Louis odbyła się uroczystość przekazania przez Francję Luizjany Stanom Zjednoczonym.
- 15 marca – z rozkazu Napoleona Bonaparte został porwany z terenu neutralnej Badenii i po krótkim procesie rozstrzelany książę Enghien Ludwik de Burbon-Condé, ogłoszony przez część rojalistów następcą tronu jako Ludwik XVII.
- 17 marca – w Weimarze odbyła się premiera dramatu Wilhelm Tell Friedricha Schillera.
- 21 marca – we Francji zaczął wchodzić w życie Code civil des Français, będący pierwszą nowożytną kodyfikacją prawa cywilnego; znany później jako „Kodeks Napoleona”, w Księstwie Warszawskim został wprowadzony w 1808 r.; wielokrotnie nowelizowany (choćby w zakresie prawa małżeńskiego) obowiązywał na obszarze Królestwa Kongresowego aż do 1846 r.
- 10 maja – w Wielkiej Brytanii utworzono drugi gabinet Williama Pitta Młodszego.
- 14 maja – USA: rozpoczęła się ekspedycja Lewisa i Clarka, pierwsza, która dotarła drogą lądową do wybrzeży Pacyfiku.
- 18 maja
  - we Francji zniesiono I Republikę, Napoleona ogłoszono cesarzem.
  - car Aleksander I wydał tzw. akt emski. Zakazywał sprowadzania z zagranicy książek i czasopism w języku małoruskim (ukraińskim).
- 19 maja – Napoleon Bonaparte awansował 18 generałów na marszałków Francji.
- 15 czerwca – weszła w życie 12. poprawka do Konstytucji Stanów Zjednoczonych, precyzująca zasady wyboru prezydenta przez Kolegium Elektorów.
- 25 czerwca – przywódca szuanów Georges Cadoudal został zgilotynowany na paryskim placu Grève.
- 11 lipca – wiceprezydent Stanów Zjednoczonych Aaron Burr w pojedynku śmiertelnie ranił założyciela partii federalistów Alexandra Hamiltona.
- 1 września – Karl Ludwig Harding odkrył trzecią z kolei planetoidę – Juno.
- 22 września – Jean-Jacques Dessalines ogłosił się pierwszym cesarzem Haiti jako Jakub I.
- 9 października – założona została stolica Tasmanii – Hobart.
- 1 grudnia – Napoleon wziął ślub z Józefiną de Beauharnais.
- 2 grudnia – koronacja Napoleona i Józefiny w katedrze Notre-Dame. We Francji powstało pod rządami Napoleona I Pierwsze Cesarstwo.
- Car Aleksander I wydał statut o urządzeniu Żydów.
- Rozpoczęła się wojna rosyjsko-perska (1804–1813)
- Wrzesień – niepowodzeniem skończyło się pierwsze rosyjskie oblężenie Erywania podczas wojny rosyjsko-perskiej (1804–1813)

## Urodzili się
- 13 stycznia – Paul Gavarni, francuski rysownik i karykaturzysta (zm. 1866)
- 24 stycznia – Józef Dietl, polski lekarz, rektor Uniwersytetu Jagiellońskiego, prezydent Krakowa (zm. 1878)
- 5 lutego – Johan Runeberg, fiński poeta romantyczny tworzący w języku szwedzkim, autor hymnu narodowego Finlandii (zm. 1877)
- 9 lutego – Rudolf von Carnall, niemiecki inżynier, geolog (zm. 1874)
- 18 lutego – Thomas George Pratt, amerykański polityk, senator ze stanu Maryland (zm. 1869)
- 4 marca – Teodor Mycielski, polski podporucznik (zm. 1874)
- 14 marca: 
  - Johann Strauss (ojciec), austriacki kompozytor okresu romantyzmu. (zm. 1849)
  - Józef Przerwa-Tetmajer, polski matematyk, poeta, uczestnik powstania listopadowego, działacz patriotyczny (zm. 1880)
- 17 marca – James Bridger, traper, handlarz futer, zwiadowca, jeden ze słynnych ludzi Dzikiego Zachodu (zm. 1881)
- 5 maja – Emanuel Ruiz, hiszpański franciszkanin, misjonarz, męczennik, błogosławiony katolicki (zm. 1860)
- 20 maja – Emilia Sczaniecka, polska działaczka społeczna i narodowościowa (zm. 1896)
- 28 maja – William Alfred Buckingham, amerykański polityk, senator ze stanu Connecticut (zm. 1875)
- 1 czerwca – Michaił Glinka (ros. Михаил Иванович Глинка), rosyjski kompozytor (zm. 1857)
- 1 lipca – George Sand, pisarka francuska (zm. 1876)
- 4 lipca – Nathaniel Hawthorne, amerykański powieściopisarz i nowelista (zm. 1864)
- 4 sierpnia – Alojzy Scrosoppi, włoski filipin, założyciel opatrznościanek, święty (zm. 1884)
- 29 września – Michał Czajkowski vel Sadyk Pasza, działacz niepodległościowy, pisarz i poeta (zm. 1886)
- 2 października – Edward Rastawiecki, polski historyk sztuki (zm. 1874)
- 24 października
  - Ludwika Charlotta, księżniczka Królestwa Obojga Sycylii, księżna Kadyksu (zm. 1844)
  - Wilhelm Weber, niemiecki fizyk (zm. 1891)
- 18 listopada – Alfonso Ferrero La Marmora, włoski generał i polityk, jedna z czołowych postaci włoskiego Risorgimento (zm. 1878)
- 23 listopada – Franklin Pierce, czternasty prezydent USA (zm. 1869)
- 4 grudnia – Andrzej Edward Koźmian, polski literat, publicysta i działacz polityczny, kolekcjoner i bibliofil (zm. 1864)
- 6 grudnia – Wilhelmine Schröder-Devrient, niemiecka śpiewaczka operowa, sopran (zm. 1860)
- 16 grudnia – Wiktor Buniakowski (ros. Виктор Яковлевич Буняковский), rosyjski matematyk (zm. 1889)
- 21 grudnia – Benjamin Disraeli, polityk brytyjski, premier (zm. 1881)
- 23 grudnia – Charles-Augustin Sainte-Beuve, francuski pisarz i krytyk literacki (zm. 1869)
- 26 grudnia – Antoni Dobrzański, polski duchowny katolicki, ojciec duchowy powstańców krakowskich (zm. 1873)
- 27 grudnia – Franciszek Maria z Camporosso, włoski kapucyn (brat zakonny), święty katolicki (zm. 1866)
- data dzienna nieznana: 
  - Perpetua Hong Kŭm-ju (ko. 홍금주 페르페투아), koreańska męczennica, święta katolicka (zm. 1839)
  - Maria Yi Yŏn-hŭi (ko. 이연희 마리아), koreańska męczennica, święta katolicka (zm. 1839)

## Święta ruchome
- Tłusty czwartek: 9 lutego
- Ostatki: 14 lutego
- Popielec: 15 lutego
- Niedziela Palmowa: 25 marca
- Wielki Czwartek: 29 marca
- Wielki Piątek: 30 marca
- Wielka Sobota: 31 marca
- Wielkanoc: 1 kwietnia
- Poniedziałek Wielkanocny: 2 kwietnia
- Wniebowstąpienie Pańskie: 10 maja
- Zesłanie Ducha Świętego: 20 maja
- Boże Ciało: 31 maja